# 비쉬누 니스투리
비쉬누 니시트리는 네팔의 언론인이다. 그는 네팔기자연맹(FNJ)의 회장으로서 갸넨드라 국왕의 언론통재를 매섭게 비난하고 있다. 늘 "우리는 항상 독재와 싸울 준비가 돼 있다"고 말하고 있으며, 갸넨드라 국왕을 늑대로 비유했다. 
네팔은 언론통제가 심한 나라 중 하나로써, 정치인과 마찬가지로 언론인의 불만도 꽤 높다. 네팔기자연맹은 정부의 언론통제에 반대하여 맞써 투쟁한다.  